# Дом Холльштайна
Дом Холльштайна (исп. Casa Hollstein) ― историческое здание, построенное в городе Осорно немецкими переселенцами и объявленное 8 августа 1999 года национальным памятником Чили (Декрет о защите исторических памятников № 261).

## История
По инициативе президента Мануэля Бульнеса в 1845 году был принят так называемый «закон о колонизации» (исп. Ley de Colonización), положивший начало процессу иммиграции поселенцев немецкого и австро-венгерского происхождения на юг Чили. В 1861 году была образована провинция Льянкиуэ; в её состав вошёл департамент Осорно, ранее бывший частью провинции Вальдивия (упразднена в 1976 году), которая также принимала значительный поток переселенцев.
Таким образом, подписание «закона о колонизации» стало причиной появления на юге Чили множества построек, на стиль которых повлияла немецкая архитектура. Её влияние, в частности, проявляется в некоторых декоративных элементах дома Холльштайна, построенного в период между 1900 и 1910 годами по заказу Гильермо Холльштайна Кликмана, предпринимателя в сфере сельского хозяйства, инициировавшего работы по благоустройству Осорно. Начиная с 1993 года в этом здании располагается школа архитектуры и дизайна Университета Лос-Лагоса, который в настоящее время отвечает за защиту и сохранение исторического облика дома.

## Описание
Здание имеет три этажа, в качестве строительных материалов использовались в основном местные породы дерева ― например, нотофагус. Дом окружён парком, занимающим площадь в два гектара и имеющим с запада и юга выход к реке Дамас. В парке произрастают такие деревья, как айва, дугласова пихта, вишня, эвкалипт и кипарис, т. е. он богат не только местными видами растений, но и экзотическими, не встречающимися во флоре юга Чили.